# La Vierge violente
Pour plus de détails, voir Fiche technique et Distribution.
La Vierge violente (処女ゲバゲバ, Shojo geba-geba) est un film japonais réalisé par Kōji Wakamatsu, sorti en 1969.

## Synopsis
Un groupe de hippies violents kidnappent et humilient un jeune couple, tandis qu’un gang de yakuzas à proximité les observe...

## Fiche technique
- Titre original : 処女ゲバゲバ (Shojo geba-geba?)
- Titre français : La Vierge violente[1]
- Réalisation : Kōji Wakamatsu
- Scénario : Masao Adachi et Atsushi Yamatoya
- Photographie : Hideo Itō
- Société de production : Wakamatsu Production
- Pays d'origine : Japon
- Format : Noir et blanc - 35 mm - 2,35:1 - Mono
- Genre : drame
- Durée : 66 minutes
- Date de sortie : 1969

## Distribution
- Eri Ashikawa
- Toshiyuki Tanigawa
- Miki Hayashi
- Atsushi Yamatoya
- Akitaka Kimata